# Odruch warunkowy
Odruch warunkowy (ang. conditioned response) – nabyta reakcja organizmu. Odruch warunkowy klasyczny powstaje podczas życia osobnika na bazie odruchu bezwarunkowego. Występuje dopiero po analizie danego bodźca przez ośrodek kojarzenia w mózgowiu,  głównie w pniu mózgu. Powstawanie odruchów warunkowych wynika z powtarzalności pewnych sytuacji oraz  integracyjnej funkcji mózgowia, które korzystając z danych przekazywanych przez różne zmysły może postrzegać otoczenie wieloaspektowo.  Wprawdzie bodźcem powodującym wydzielanie śliny jest obecność w pysku pokarmu, lecz podczas jedzenia pies widzi otoczenie, widzi pokarm (jego formę), czuje zapach i rejestruje wiele innych cech sytuacji. Każdy z tych elementów może stać się bodźcem warunkowym i wywoływać ślinienie, o ile pies będzie głodny.

## Schemat powstawania klasycznego odruchu warunkowego
Mechanizm powstawania odruchów warunkowych odkrył rosyjski fizjolog Iwan Pawłow. Odkrycie przez Iwana Pawłowa odruchu warunkowego miało fundamentalne znaczenie dla zrozumienia wyższych czynności nerwowych.
- Stan pierwotny. Odruch warunkowy powstaje na bazie odruchu bezwarunkowego.

Bodźcem pierwotnym (bezwarunkowym) jest kontakt pokarmu ze śluzówką jamy gębowej → bezwarunkowa reakcja wydzielania śliny
- Powstawanie klasycznego odruchu warunkowego

1 etap. Bodziec obojętny np. dzwonek + bodziec bezwarunkowy (pokarm) →  wydzielanie śliny. 
Niniejsza sytuacja zostaje wielokrotnie powtórzona.
2 etap. Dzwonek - dotychczasowy bodziec obojętny, towarzyszący karmieniu → wydzielanie śliny.
Dzwonek nabył właściwości bodźca bezwarunkowego, mimo że w niczym nie przypomina pokarmu.
Odruch warunkowy, w przeciwieństwie do bezwarunkowego, nie jest trwały. Przykładem może być mycie rąk po powrocie do domu, zamykanie drzwi na klucz podczas wychodzenia czy gaszenie światła przed opuszczeniem pomieszczenia. Odruch warunkowy może powstawać na bazie odruchu bezwarunkowego poprzez regularne powtarzanie czynności i skojarzenie jej z inną (odruch Pawłowa).

## Badania nad odruchami warunkowymi
Odruch warunkowy klasyczny został odkryty przez rosyjskiego fizjologa Iwana Pawłowa w 1904 roku. Na początku 1928 r. Jerzy Konorski oraz Stefan Miller zauważyli istnienie odrębnego typu odruchów  - nazwali je odruchami warunkowymi instrumentalnymi. Odruchy warunkowe instrumentalne mogą powstawać na bazie odruchów bezwarunkowych (chodzi głównie o odruchy propriocepcyjne, służące do utrzymania prawidłowej postawy ciała a więc odruchy zachodzące z wykorzystaniem wrzecionek mięśniowych i receptorów stawowych), ale niekoniecznie. Ponieważ skurcze mięśni poprzecznie prążkowanych mogą mieć również charakter wolicjonalny, odruchy instrumentalne mogą więc powstawać przez powtarzanie i automatyzację zachowań wolicjonalnych, przynoszących organizmowi jakieś korzyści. Głównymi ośrodkami koordynacji odruchów instrumentalnych są móżdżek oraz międzymózgowie (w szczególności podwzgórze) oraz kora mózgowa.

## Schemat powstawania odruchu warunkowego instrumentalnego
A. Odruch instrumentalny oparty na odruchu bezwarunkowym
1 etap. Przy pomocy specjalnej uprzęży podnosimy psu łapę i w tym momencie dmuchamy mu w ucho + brzęczyk jako bodziec obojętny → po skojarzeniu pies aktywnie prostuje łapę (nie pozwala jej zgiąć).
2 etap. Brzęczyk  → wyprost kończyny
B. Odruch instrumentalny typowo wolicjonalny
Głodny szczur po włożeniu do klatki Skinnera podejmuje działania orientacyjne i odkrywa dźwignię, po której naciśnięciu, w pojemniku pojawia się  kulka pokarmu (porcja wody). Po skojarzeniu tych faktów szczur, ilekroć jest głodny/spragniony naciska dźwignię.

## Przykłady
- Wydzielanie śliny pod wpływem zapachu jedzenia (odruch klasyczny)
- Gdy dotkniemy czegoś gorącego, odruchowo zabierzemy rękę